# Даумантс Дрейшкенс
Даумантс Дрейшкенс  (латис. Daumants Dreiškens, 28 березня 1984) — латвійський бобслеїст, олімпійський медаліст.

## Виступи на Олімпіадах
| Олімпіада     | Дисципліна | Місце |
| ------------- | ---------- | ----- |
| Турин 2006    | двійка     | 6     |
| Турин 2006    | четвірка   | 10    |
| Ванкувер 2010 | двійка     | 8     |
| Сочі 2014     | четвірка   | 8     |

## Зовнішні посилання
- Досьє на sport.references.com [Архівовано 14 грудня 2012 у Wayback Machine.]

1. 1 2  Olympedia — 2006.
2. 1 2  https://www.olympic.org/pyeongchang-2018/results/en/bobsleigh/athlete-profile-n3022851-daumants-dreiskens.htm